# Horto Florestal de Goiânia
Localizado em uma área de 98.800 m² coberta por vegetação, na alameda das Rosas, Setor Oeste de Goiânia, capital do estado brasileiro de Goiás, o Horto Florestal é uma grande área verde de lazer da cidade.
Abriga a entrada do Jardim Zoológico de Goiânia, onde uma variedade de animais pode ser visitada. Na área há também espaço para atividades esportivas, com pista de cooper, campos de areia e o lago das Rosas, muito procurado pelos goianienses aos finais de semana.